# 박기국
박기국(朴基國, ?~1922년 1월 22일)은 한국의 독립운동가이다.

## 생애
만주에 있는 항일운동 단체인 태극단에 들어가 활동했다.
1922년 1월 22일, 국내로 잠입하고자 했지만 평북 후창군 동흥경찰서 순사에 발각되어 동흥서 대안 만주지역에서 체포되자 한명순(韓明順)과 함께 피살되었다.